# Plymouth (Anglia)
Plymouth, dél-angliai kikötőváros, a királyság egyik legjelentősebb haditengerészeti támaszpontja.

## Fekvése
Délnyugat-Angliában, Devon megye nyugati határán, a Plym és a Tamar folyók torkolatánál fekszik.

## Története
1620-ban a Mayflower fedélzetén innen indultak Észak-Amerikába a „zarándokok”. Ez a telepes csoport alapította a Plymouth Colonyt. A Massachusetts állambeli Plymouth városa az angol kikötővárosról kapta nevét.
A második világháborúban, mint kiemelt hadiközpontot csaknem teljesen lebombázták. Az újjáépítés Patrick Abercrombie építész vezetésével folytak.

## Látnivalók
A városban található a Nemzeti Tengeri Akvárium. Itt számos állatfajtát és korallt is láthatunk
A másik nevezetesség a Mayflower, amely meghódította az újvilágot.
A Károly Templom a város szívében található. A templomot a 15. században átépítették.

## Testvértelepülések
- Franciaország Brest, (1963)
- Lengyelország Gdynia (1976)
- Oroszország Novorosszijszk (1990)
- Spanyolország Donostia-San Sebastián (1990)
- USA Plymouth (Massachusetts) (2001)

## Képek

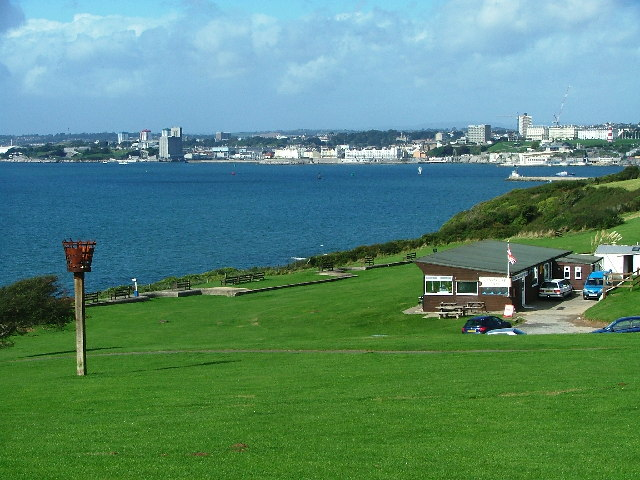
Plymouth Sound
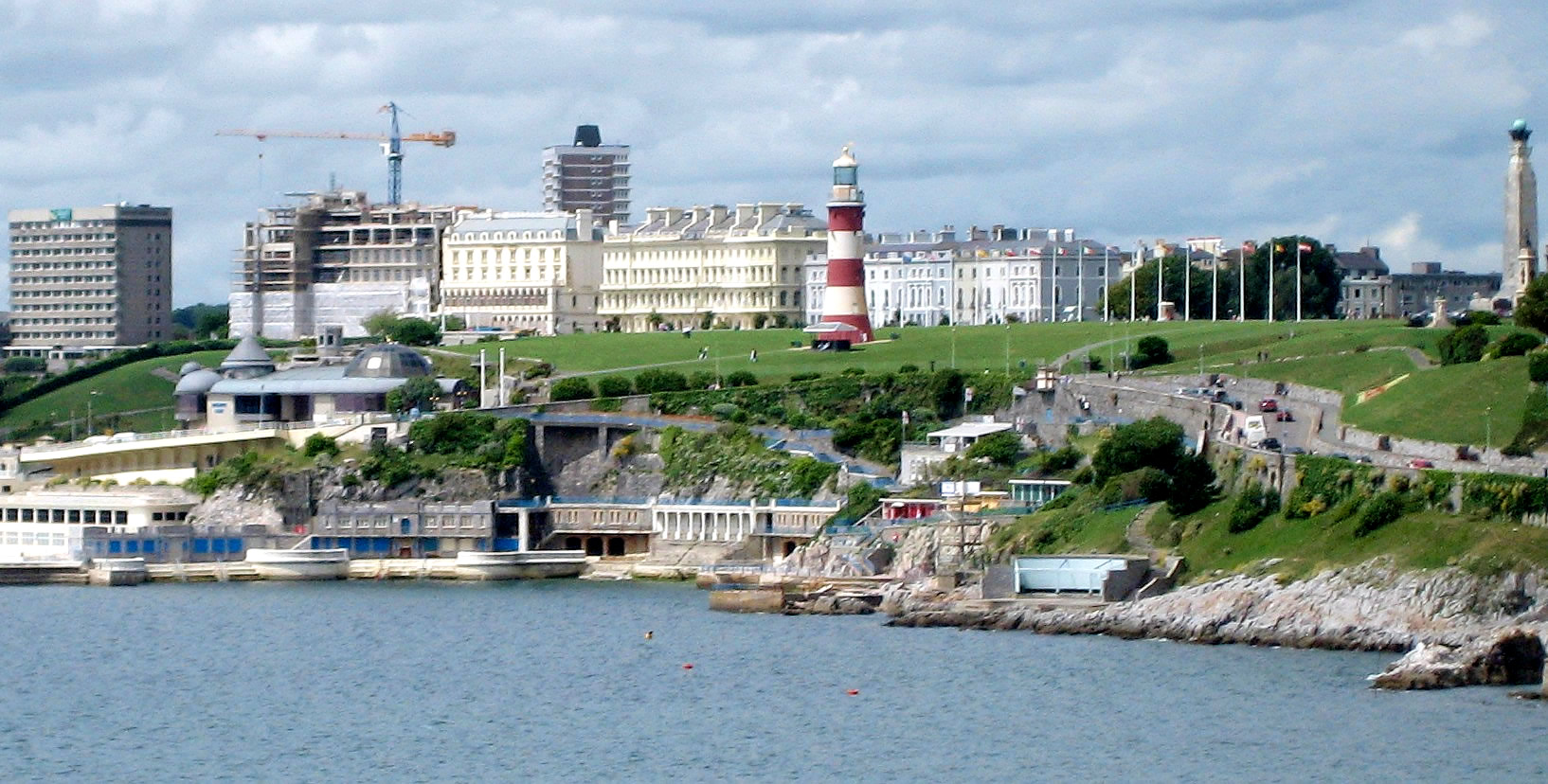
Plymouth Hoe
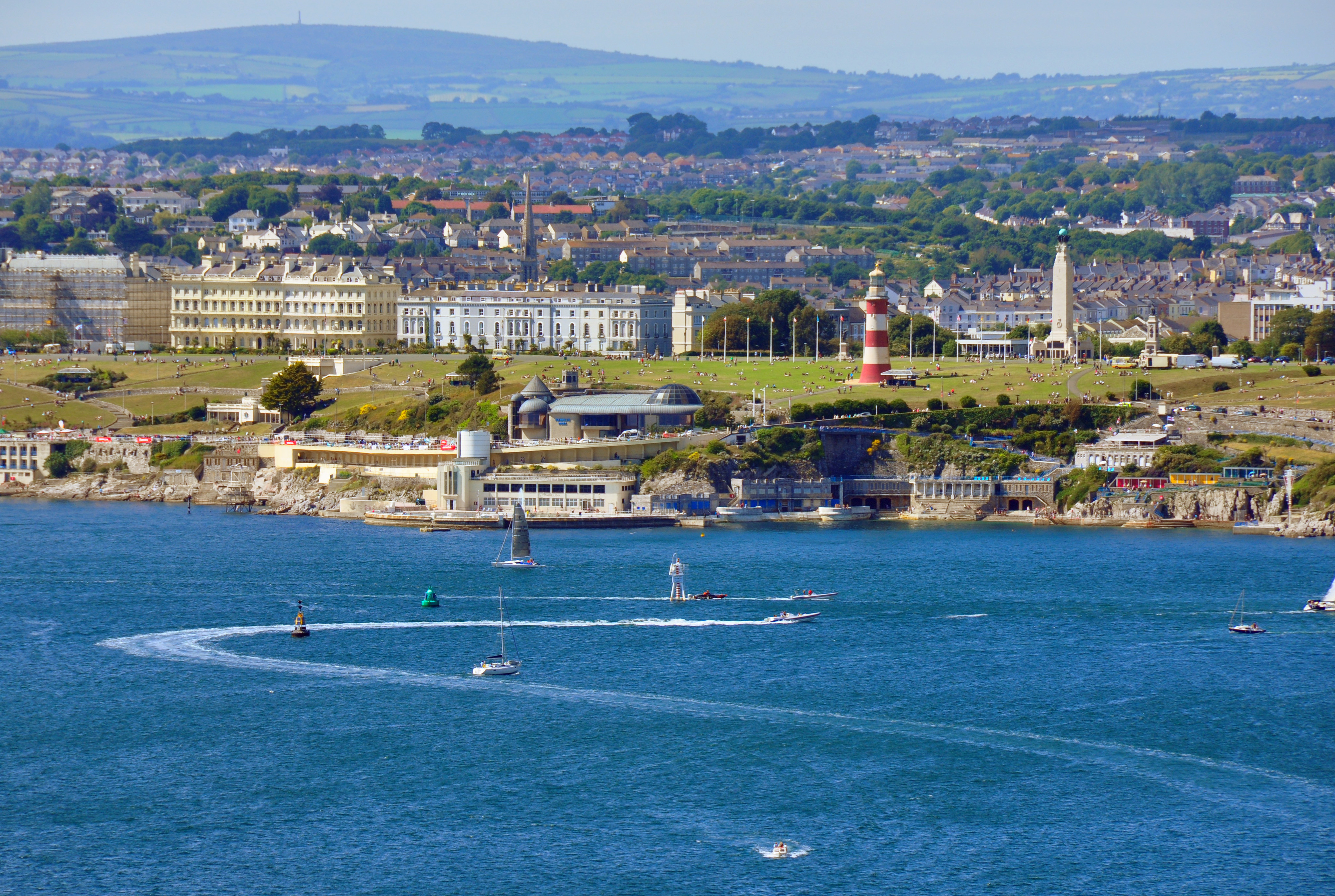
Plymouth Hoe
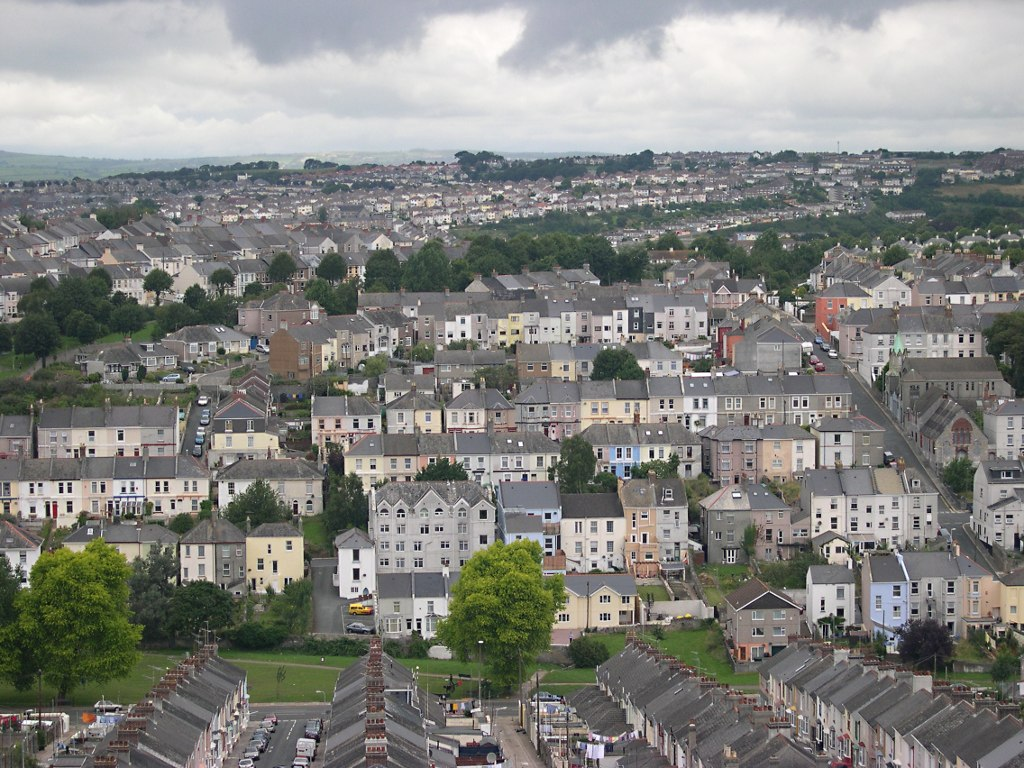
Ford Valley
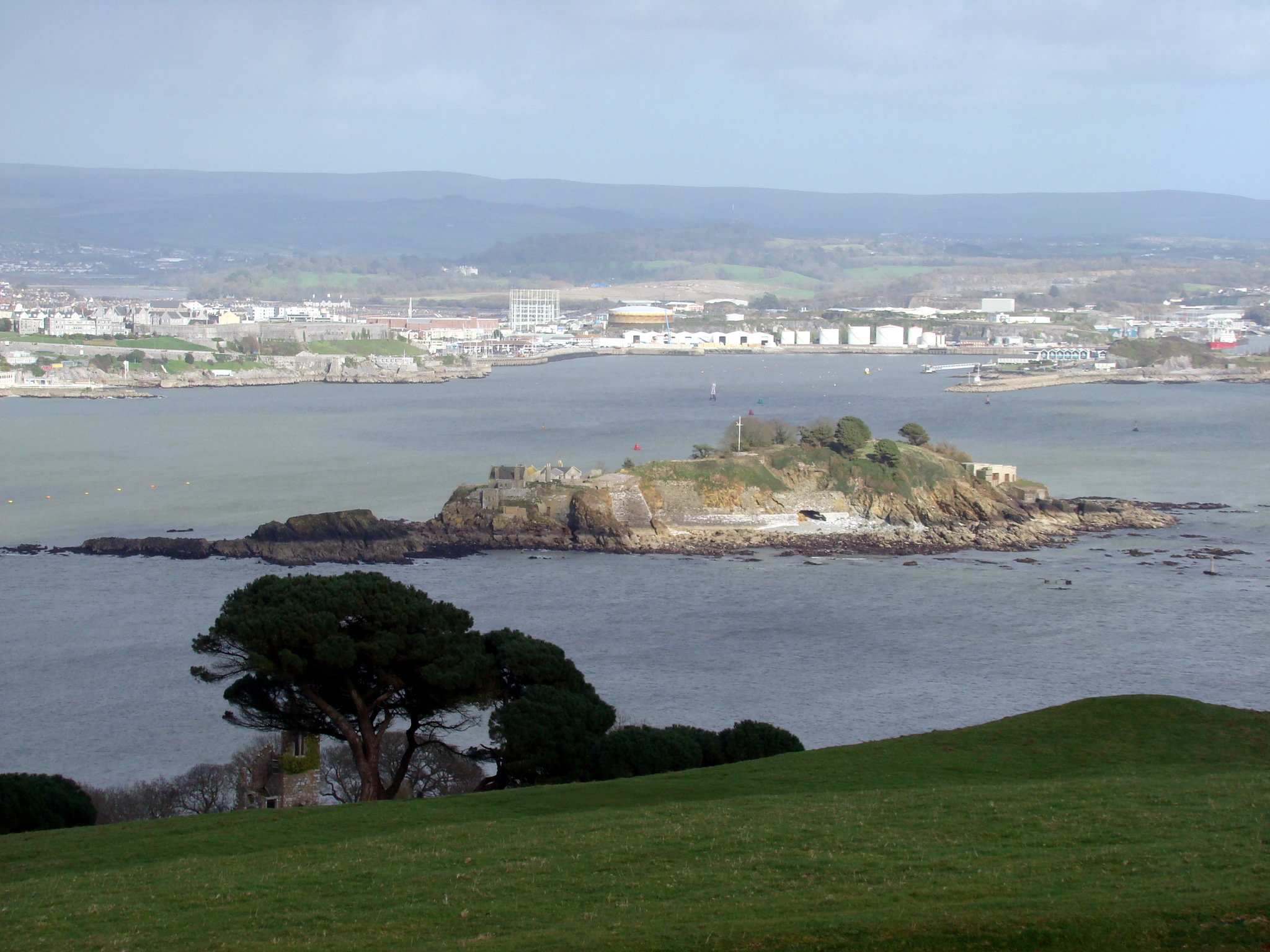
Plymouth Sound